# Яровой, Геннадий Петрович
Генна́дий Петро́вич Ярово́й (19 ноября 1943, Воскресенское, Саратовская область, РСФСР — 17 июля 2013, Самара, Самарская область, Россия) — известный советский и российский учёный-физик, а также ректор Самарского государственного университета (в 1994—2009 годах).

## Биография
С отличием окончил физический факультет СГУ им. Н. Г. Чернышевского (1967) и аспирантуру по специальности «Радиофизика и электроника» там же (1970). Кандидат технических наук (1972, диссертация «Разработка и исследование электретов специальных форм»), доцент (1976). Проректор по научной работе Куйбышевского (Самарского) университета (1983—1994). Доктор физико-математических наук (1998, диссертация «Физические и математические основы, методы и средства создания сканирующих оптоэлектронных приборов и устройств динамического наблюдения и контроля»), профессор, заведующий кафедрой радиофизики и компьютерного моделирования радиосистем. В 1994—2009 годах являлся ректором СамГУ, с 2009 года — Президент вуза.
Автор более 120 научных и учебно-методических работ, в том числе 7 монографий и учебных пособий.
В 1998 году указом президента России Геннадию Яровому присвоено почетное звание «Заслуженный работник высшего образования РФ», а в 2004 году награждён орденом Почёта.
Женат на Татьяне Васильевне Яровой; сын Юрий, дочь Ольга.

## Награды
- «Человек года» (1999 год, признан Американским биографическим институтом).
- Орден Почёта — 2004.
- Заслуженный работник высшей школы Российской Федерации — 1998.
- Почётный знак РАЕН «За заслуги в развитии науки и экономики» — 1996.
- Лидер в образовании (2000 год).
- Губернская премия (2002 год).
- Менеджер года (1999 год).